# Metateza
Metateza je glasovna promjena redoslijeda fonema u riječi.
Često dolazi do izražaja prilikom preuzimanja riječi iz stranih jezika, npr. Trilj prema Tilurium, areoplan prema aeroplan. Metateza je također česta u jeziku djece, npr. notki mjesto nokti. Na raznovremenskim razinama, to je npr. hrv. grad prema praslavenskomu *gordú, blag prema psl. *bolgú.
Metateza likvida (premetanje likvida, premetanje bočnika) je glasovna promjena zamjene mjesta glasova u slavenskim jezicima u općeslavenskom razdoblju praslavenskog jezika na južnoslavenskom i zapadnoslavenskom jezičnom prostoru.  Pojavu je izazvala općeslavenska tendencija otvorenih slogova i započela je još u praslavensko doba, a dovršena je u zasebnome razvoju pojedinih slavenskih jezika.